# Larry Smith (arquero)
Larry Smith (Ogden, 27 de marzo de 1942-25 de abril de 2021) fue un deportista estadounidense que compitió en tiro con arco, en la modalidad de arco recurvo. Ganó tres medallas de oro en el Campeonato Mundial de Tiro con Arco al Aire Libre entre los años 1971 y 1983.

## Palmarés internacional
| Campeonato Mundial al Aire Libre | Campeonato Mundial al Aire Libre | Campeonato Mundial al Aire Libre | Campeonato Mundial al Aire Libre |
| Año                              | Lugar                            | Medalla                          | Prueba                           |
| -------------------------------- | -------------------------------- | -------------------------------- | -------------------------------- |
| 1971                             | York (Reino Unido)               | Medalla de oro                   | Equipo                           |
| 1973                             | Grenoble (Francia)               | Medalla de oro                   | Equipo                           |
| 1983                             | Los Ángeles (Estados Unidos)     | Medalla de oro                   | Equipo                           |